# Rumpler C.VII
Rumpler C.VII byl německý víceúčelový dvouplošník první světové války. Navazoval na své předchůdce řady Rumpler a na frontách se začal užívat roku 1917. Využíval se zejména jako průzkumník, který měl velký dostup a dokázal se vyhnout většině letounů nepřítele. Stroje pro tento účel byly vybaveny kvalitními fotoaparáty s elektrickým napájením, elektrickým topením a kyslíkovými přístroji pro osádku. Letoun měl v zadní části kabiny jeden 7,92 mm kulomet, letouny pro jiné účely měly místo fotoaparátu další synchronizovaný kulomet Spandau LMG 08/15 ráže 7,92 mm.
Konstruktérem tohoto letounu byl Edmund Rumpler. Po první světové válce a demilitarizaci Německa za Výmarské republiky se věnoval konstrukci prvních aerodynamických automobilů, kupř. Rumpler Tropfenwagen.

## Specifikace

### Technické údaje
- Osádka: 2
- Délka: 8,20 m
- Rozpětí: 12,55 m
- Výška: 3,40 m
- Plocha křídel: 33,60 m²
- Vlastní hmotnost: 1050 kg
- Vzletová hmotnost: 1485 kg
- Pohonná jednotka: Maybach Mb.IVa
- Výkon pohonné jednotky: 245 hp

### Výkony
- Maximální rychlost: 175 km/h
- Rychlost stoupání do 1000 m: 2 min 18 sec
- Dostup: 7300 m
- Dolet: 585 km
- Výdrž: 3 h 30 sec

### Výzbroj
- 1–2 × kulomet